# بایو چیکات (لوئیزیانا)
بایو چیکات (به انگلیسی: Bayou Chicot) یک منطقهٔ مسکونی در ایالات متحده آمریکا است که در لوئیزیانا واقع شده‌است.